# 回子佐领
回子佐领（转写：hoise niru）是乾隆二十五年（1760年）由回部迁至北京的回人（维吾尔族先民）所组成的佐领(一部分是投降的和卓家族和葉爾羌汗國可汗家族成員)，隶属于内务府正白旗第五参领下，共有一个佐领。佐领下人可任五品以下武职，不能担任文官，其粮饷也另有规制。

### 引证
1. ↑  杜家骥 2008，第439頁
2. ↑  福格 1984，第6頁

### 书籍
- 杜家骥. . 人民出版社. 2008  [2012-12-28]. ISBN 9787010067537. （原始内容存档于2013-11-02）.
- 福格. . 中华书局. 1984  [2012-12-29]. ISBN 9787101016987. （原始内容存档于2013-11-15）.